# Henri-Thomas Lokondo
 (octobre 2022).
Henri-Thomas Lokondo Yoka, né le 27 juillet 1955 et mort le 10 mars 2021 en Afrique du Sud,, est une personnalité politique de la République démocratique du Congo.
Député à l'Assemblée nationale de 2011 jusqu'à sa mort en 2021, Henri-Thomas Lokondo sera aussi vice-ministre des travaux publics en 1993 dans le gouvernement Birindwa et vice-ministre des affaires étrangères durant le gouvernement Kengo,  il gardera cette fonction dans le gouvernement Likulia en 1997.

## Biographie
Henri-Thomas Lokondo Yoka, né le 27 juillet 1955, dans la province de l'Équateur, Congo belge, dans une famille mongo, obtient un diplôme en sciences politiques avec une spécialisation en relations internationales de l'Université libre de Bruxelles.
Lokondo travaille dans les services de renseignement du gouvernement congolais à Uvira. De 1991 à 1992, il participe à la Conférence Nationale Souveraine - une convention qui discute de la démocratisation et de la réforme politique - et est expert auprès du Haut Conseil de la République.

### Études
Henri-Thomas, né à Mbandaka, autrement appelé Coquilathville, y étudie en primaires et secondaires au Groupe scolaire et y décroche son certificat d’études primaires et son diplôme d’État.
Lokondo poursuit ses études supérieures à Bruxelles, en Belgique, et obtient, en 1982, une licence en Sciences Politiques et Relations Internationales.

### Carrière
En 1983, il est chef de poste spécial du Centre national de recherche et d’investigation (CNRI) pour la sous-région du Sud-Kivu, à Uvira (Kivu), jusqu’à atteindre le poste d’administrateur régional de l’AND (REDOC) de la région du Sud-Kivu.
De 1990 à 1991, il sera directeur national chargé des Actions (investigations), puis conseiller chargé de missions au cabinet de l’Administrateur directeur général de 1991 à 1993. Membre de la Conférence nationale souveraine (CNS), il contribue a la démocratisation du pays.
De 2003 à 2021, il exerce en continu les mandats parlementaires, soit comme député national, soit comme sénateur.
Dans sa carrière, il occupe des postes de vice-ministre des Travaux publics, Aménagement du territoire, Urbanisme et Habitat; en 1993-1994, dans le gouvernement Birindwa, conseiller auprès du chef de l’État, de 1994-1996, vice-ministre aux Affaires étrangères et à la Coopération internationale dans les gouvernements Kengo et Likulia.
Le 2 avril 1993, Lokondo est sous-ministre des travaux publics sous le gouvernement de Faustin Birindwa, jusqu'au 6 juillet 1994. Le 26 février 1996, il devient vice-ministre des affaires étrangères sous Kengo wa Dondo et reste en fonction sous Likulia Bolongo jusqu'au 17 mai 1997. Ce jour-là, l'Alliance des Forces Démocratiques pour la Libération du Congo-Zaïre s'empare de Kinshasa et renverse le gouvernement.
Henri-Thomas Lokondo s'exile en Belgique, mais il revient sous le régime de Laurent-Désiré Kabila et est le secrétaire national aux communications du Mouvement populaire de la révolution (MPR). Il se  joint à d'autres politiciens en décembre 2000 pour exiger que Kabila autorise la libéralisation politique au Congo. Il se sent «oublié» lors du Dialogue intercongolais - (une série de négociations entre 2001 et 2003 qui conduisent à la fin de la Seconde Guerre du Congo), et quitte le MPR. 
En utilisant l'argent et les relations qu'il a récolté au cours de son travail dans les services de renseignement et au ministère des Affaires étrangères, Henri-Thomas Lokondo fonde l'Union Congolaise pour la Liberté (UCL), un parti qui se rallie au Parti du Peuple pour former la majorité présidentielle.
En juillet 2003, il est membre de l'Assemblée nationale de transition sur la liste du gouvernement. En octobre 2004, le président Joseph Kabila le nomme conseiller privé à la présidence. Le 8 novembre, il quitte son siège à l'Assemblée.
Lokondo siège au Sénat de 2006 à 2011, et siège à sa commission de politique étrangère. Il est élu à l'Assemblée nationale permanente sur un billet UCL, représentant la circonscription de Mbandaka, et prend son siège en novembre. Il est nommé membre de la Commission des relations étrangères. Bien que membre de la coalition présidentielle majoritaire, Lokondo contredit sa plate-forme officielle en faveur des planches de l'UCL.
En 2015, Lokondo demande le poste de gouverneur de la province de l'Équateur. En octobre, il tente d'obtenir le poste vacant de premier vice-président de l'Assemblée. Alors que la majorité présidentielle soutient un candidat différent, Lokondo se présente en indépendant. Il perd l'élection de l'Assemblée: 271 contre 169, obtenant toujours plus que les 100 votes approximatifs auxquels les observateurs s'attendaient.
Le 10 novembre 2017, Lokondo demande qu'une interpellation soit levée contre le gouvernement du Premier ministre Bruno Tshibala,  pour ne pas avoir soumis une proposition de budget au Parlement avant le 15 septembre, comme le stipule la Constitution. La motion est la première proposition de ce genre dans l'histoire du Parlement à venir d'un membre de la coalition au pouvoir. C'est aussi le premier à être accepté par l'Assemblée dans l'histoire du deuxième Parlement de la Troisième République. Il exige la démission de Tshibala.
Le 15 janvier 2018, Lokondo conduit un groupe de députés nationaux et de sénateurs à demander à la Cour constitutionnelle d'annuler la loi électorale de 2017 pour «inconstitutionnalité». Le tribunal rejette la pétition de justesse le 30 mars : une action qualifiée par Lokondo de «honte pour la République». 
Au cours de l'année, il est plus critique à l'égard du gouvernement. Le 3 octobre, Lokondo, s'exprimant au nom du Parti Lumumbiste Unifié (PALU) et de ses alliés parlementaires, déclare que les partis sortent de la coalition présidentielle majoritaire en prévision des élections générales de 2018. Il soutient la candidature présidentielle de Martin Fayulu.
Lokondo fait campagne pour sa réélection à son siège au Parlement, et est déclaré vainqueur provisoire en janvier 2019, en attendant confirmation par la Cour constitutionnelle. Il déclare «qu'il ne s'alignerait pas sur la majorité parlementaire ou l'opposition». Son élection confirmée, il prend la position de vice-président du groupement politique "PALU et Alliés". Le 13 août 2019, son adhésion à PALU et Alliés est suspendue.
Lokondo contracte le COVID-19 pendant la pandémie en République démocratique du Congo en janvier 2021. Il se rend à Johannesburg pour recevoir un traitement médical. Il est décédé le 10 mars 2021 en Afrique du Sud.